# Frontátvonulás (album)
A Frontátvonulás Cseh Tamás ötödik nagylemeze. Az 1979-es bemutató és országszerte tartott előadások után  1983-ban megjelent kiadvány különlegessége a korábbi albumokhoz képest, hogy egy összefüggő történetet, Vízi Miklós és Ecsédi Tamás történetét meséli el – szöveget itt is Bereményi Géza írta.
A Frontátvonulás dalokkal tűzdelt abszurd történet volt: Vízi Miklós kis és nagy mutatványa. A kis mutatvány: Vízi felemelt egy poharat – Cseh Tamás mutatta a színpadon, hogyan, majd elengedte. Vízi pohara fennmaradt a levegőben, Cseh Tamásé leesett és szilánkokra tört. A nagy mutatvány: a vonat-nem-járta Keleti pályaudvarról Vízi – Ecsédi nevű barátjával – egy vonatot kormányoz végig a városon, térképpontosságú útvonalon egyébként, mert a szupernaturalizmusról dobbant a Bereményi-Cseh-féle abszurd, viszik a vonatot végig a városon, majd megállnak a Clark Ádám téren, ahol tömeg ünnepli a nagy mutatványt és hőseit. A tűzijátékot már mindketten otthon nézik, pontosabban csak Vízi nézi, mert Ecsédi – szokás szerint – részegen alszik. Ekkor üvölti neki Vízi – és mondja el nagyon halkan nekünk Cseh Tamás – hogy "Ennek vége, értitek?".

## Az album dalai
1. Vízi és Ecsedi találkozott
2. Úristen, hol vagyok?
3. Arthur Rimbaud elutazik
4. Elutazók
5. A pénztárosnő dala
6. Tangó
7. Hányan kipusztultak
8. Erőltetett menet
9. Születtem Magyarországon
10. Sors elvtárs dala
11. Jó év volt
12. A világ mamikájának dala
13. A dizőz dala

## A szövegkönyv
A műsor teljes szövegkönyve megjelent Kelet-nyugati pályaudvar címmel 1993-ban a T-Twins kiadó gondozásában. A kötetben együtt szerepel a Frontátvonulás (1979), a Jóslat (1981) és a Nyugati pályaudvar (1992) szövege.

## Külső linkek
- Frontátvonulás – az album teljes szövege;